# Zoo de Bagdad
Le zoo de Bagdad est un parc zoologique créé en 1971 et situé à Bagdad (Irak).

## Histoire

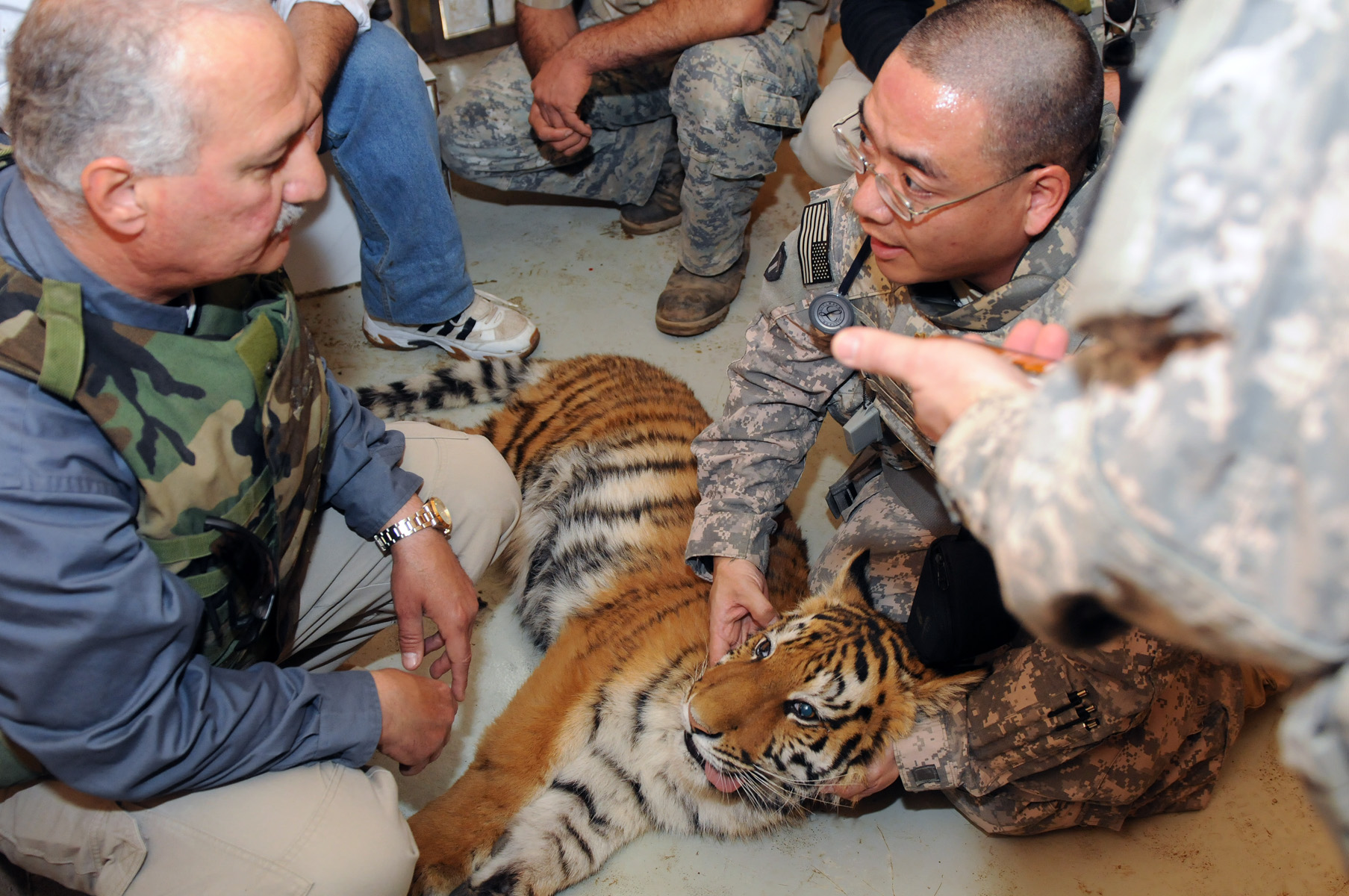
Vétérinaires de l'armée américaine examinant un tigre, 2009.

Le zoo a été construit en 1971 sous la présidence d'Ahmad Hassan al-Bakr. Les installations étaient insuffisantes, avec de petits espaces de confinement considérées inhumaines. Après la première guerre du Golfe, les zoos irakiens ont souffert des sanctions imposées par les Nations unies (aliments, médicaments et vaccins particuliers limités). Saddam Hussein a fermé le zoo pour des rénovations au printemps de l'année 2002.
Avant la guerre d'Irak de 2003, il comptait 650 animaux. Seuls 35 survivent au conflit. Le zoo rouvre en 2003 avec 1070 animaux.

## Sources
- (en) Cet article est partiellement ou en totalité issu de l’article de Wikipédia en anglais intitulé « Baghdad Zoo » (voir la liste des auteurs).